# Africanis

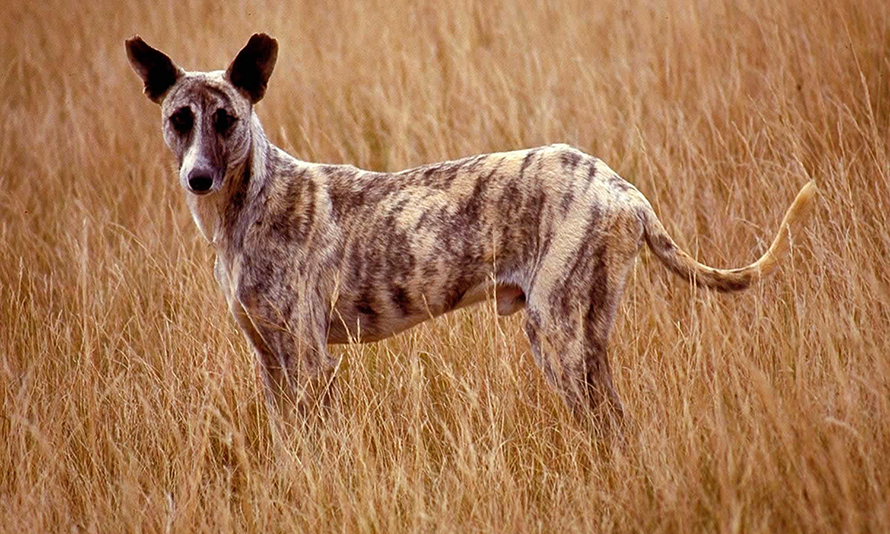
Un cane Africanis nel KwaZulu-Natal, in Sudafrica che, mostra il tipico muso lungo del cane, un'elegante corporatura di media taglia, pelo corto, orecchie a punta e coda elastica e rivolta verso l'alto.

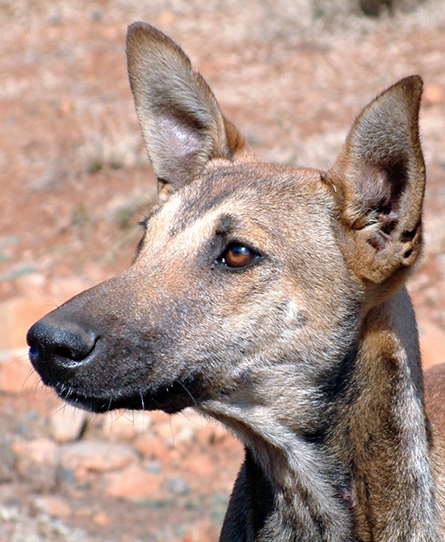
Sguardo attento di un cane africanis fotografato a KwaZulu-Natal, in Sudafrica.

Il cane africanis o Kafir dog è conosciuto con vari nomi, nelle varie lingue locali, è un nome generico attribuito a tutti i cani aborigeni del Sudafrica. 
Il nome deriva dalla contrazione del nome scientifico African canis. 
I vari altri nomi con cui è chiamato sono: African Dog, African Hunting Dog, Bantu Dog, Hottentot Hunting Dog, Hottentot Dog, Khoikhoi Dog, Umbwa Wa Ki-Shenzi, Zulu Dog, in lingua swahili umbwa wa ki-Shenzi che significa "buon senso" o "meticcio" o "cane tradizionale".
Il cane africanis è riconosciuto e protetto dalla Kennel Union of South Africa (KUSA) come una razza emergente.
Non è ancora riconosciuto come razza dalla FCI; essi oggi rappresentano i cani pariah (cani da strada, cani selvatici, cani da villaggio) e sono i diretti discendenti dei cani dell'Africa antica.
Secondo Desmond Morris l'africanis in passato è stato anche conosciuto come il Bantu Dog o il Pariah Dog sudafricano. I vecchi nomi locali includevano Sica, Isiqha, Ixhalaga, Ixalagha, Isigola, I-Twina e Itiwina.

## Storia

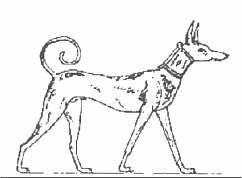
Cane Tesem 2065 b.C.

L'africanis è un cane originale nazionale dell'Africa meridionale, le cui origini antiche si possono far risalire alla preistoria con i branchi dei lupi selvatici d'Arabia e d'India.
Questi cani sono probabilmente discendenti dei cani della Valle del Nilo di Levante arrivati in Sudafrica a seguito delle migrazioni del popolo bantu. 
La presenza del cane domestico in un sito Khoisan a Cape St. Francis (nella Provincia del Capo Orientale) può essere stabilito con certezza dal 800 a.C. in poi.
Vasco da Gama ed esploratori portoghesi, che esplorano nel 1497 il Sudafrica, parlano di cani simili a quelli portoghesi riferendosi ai cani del popolo Khoikhoi che li utilizzava.
Nel 1505 Theal parlando del Sudafrica e delle sue condizioni parla di un cane simile ad uno sciacallo con una cresta sulla schiena (Ridgeback) molto utile all'uomo. 
Più tardi Kollb nel 1713 descrive i cani khoisan:
(Kollb 1713)
Furono i ricercatori Johan Gallant e Joseph Sithole, che studiando i cani delle fattorie del KwaZulu-Natal, compresero che non si trattava di semplici meticci ma di una vera e propria razza con caratteristiche definite e comportamenti ed aspetto omogenei.
(Gallant. The Story of the African Dog)

## Caratteristiche
Questa razza si è evoluta come la conosciamo in risposta delle dure condizioni ambientali africane, l'intervento dell'uomo è stato marginale; solo i migliori per intelligenze e resistenza sono stati favoriti nella selezione naturale. Il suo aspetto non rigidamente definito è il risultato delle mutevoli condizioni ambientali pur potendosi individuare tratti comuni ben definiti. Questa razza si è evoluta in "ecotipi" modificati per una particolare regione e le condizioni specifiche in cui vivevano.
Naturalmente molto resistente ai parassiti interni ed esterni.
Cane snello e muscoloso di taglia media da 50 a 60 cm (con una tolleranza di 2–3 cm), variabile nel peso da 25 a 45 kg. Possiede un muso allungato; il colore del manto è di solito color marrone ma presenta tutte le possibili combinazioni di colore. 
Amichevole con l'uomo, espressivo, territoriale e vigile.
Talvolta si riscontra la caratteristica cresta dorsale (ridge); questa è una caratteristica genetica che è stata trasmessa dall'africanis per la creazione della razza del Rhodesian Ridgeback.

### Libri
- Sian Hall, Dogs of Africa, Loveland, Colo, Alpine Blue Ribbon Books, 2003, ISBN 1-57779-039-1, OCLC 49859996.
- Lance Van Sittert & Sandra Scott Swart, Canis Africanis: A Dog History of Southern Africa, Brill, 2008,  p. 35, ISBN 90-04-15419-1.
- Temple Grandin & Mark J. Deesing, Genetics and the Behavior of Domestic Animals, Academic Press, 22 aprile 2013,  p. 231, ISBN 978-0-12-405508-7.
- Johan Gallant, The Story of the African Dog, University of Natal Press, 2002, ISBN 978-1-86914-024-3.
- Veerle Linseele, Archaeofaunal remains from the past 4000 years in Sahelian West Africa: domestic livestock, subsistence strategies and environmental changes, Archaeopress, 2007, ISBN 978-1-4073-0094-8.
- Scott Creel e Nancy Marusha Creel, The African Wild Dog: Behavior, Ecology, and Conservation, Princeton University Press, 2002, ISBN 0-691-01654-2.
- Rosie Woodroffe, Joshua Ross Ginsberg and David Whyte Macdonald, IUCN/SSC Candid Specialist Group, The African Wild Dog: Status Survey and Conservation Action Plan, IUCN, 1º gennaio 1997, ISBN 978-2-8317-0418-0.
- J. D. Murdoch & M. S. Becker, The African Wild Dog, The Rosen Publishing Group, gennaio 2002, ISBN 978-0-8239-5769-9.
- J. Gallant, The Story of the African Dog, Kynos Verlag, 2015, ISBN 978-3-95464-045-4. URL consultato il 26 novembre 2020.
- H. Epstein, The Origin of the Domestic Animals of Africa. Africana Publishing, New York 1971.

### Riviste
- Swart S. Dogs and dogma — A discussion of the sociopolitical construction of southern african dog ‘breeds’ as a window into social history. S Afr Historical J. 2003:48.
- Raymond Coppinger; Lorna Coppinger: Dogs: a startling new understanding of canine origin, behavior, and evolution New York: Scribner, ©2001., ISBN 0-684-85530-5
- Greyling, L. and Grobler, P., Van der Bank, H., Kotze A., (2004). 'Genetic characterisation of a domestic dog Canis familiaris breed endemic to South African rural areas'. ActaTheriologica 49 (3): 369 - 382
- Plug, I. (2000). 'Overview of Iron Age Fauna from the Limpopo Valley'. South African Archaeological Society. Goodwin Series No.8: 117-126.
- Van Schalkwyk, L. (1994). 'Mamba confluence: a preliminary report on an Early Iron Age industrial centre in the lower Thukela Basin, Natal'. Natal Mus. J. Humanities, Pietermaritzburg. Vol.6: 119-152.
- Van Schalkwyk, L, (1994). 'Wosi: an Early Iron Age village in the Lower Thukela Basin, Natal'. Natal Mus. J. Humanities, Pietermaritzburg. Vol.6: 65-114.
- Voigt, E.A. & Peters, J.H. (1994). 'The faunal assemblages from Wosi in the Thukela Valley'. Appendix to: Van Schalkwyk, L, (1994) Wosi: an Early Iron Age village in the Lower Thukela Basin, Natal. Natal Mus. J. Humanities, Pietermaritzburg. Vol.6: 105-117.
- Ardalan A, Oskarsson MC, van Asch B, Rabakonandriania E, Savolainen P, African origin for Madagascan dogs revealed by mtDNA analysis, in R Soc Open Sci, vol. 2, n. 5, 2015,  p. 140552, DOI:10.1098/rsos.140552, PMC 4453261, PMID 26064658.
- Boyko AR, Boyko RH, Boyko CM, Parker HG, Castelhano M, Corey L, Degenhardt JD, Auton A, Hedimbi M, Kityo R, Ostrander EA, Schoenebeck J, Todhunter RJ, Jones P, Bustamante CD, Complex population structure in African village dogs and its implications for inferring dog domestication history, in Proc. Natl. Acad. Sci. U.S.A., vol. 106, n. 33, 2009,  pp. 13903-8, DOI:10.1073/pnas.0902129106, PMC 2728993, PMID 19666600.
- Lance van Sittert and Sandra Swart, Canis Africanis: A Dog History of Southern Africa (Leiden: Brill, 2008);